# Куп четири нације
Куп четири нација (енгл. The Rugby Championship) је престижно рагби јунион такмичење, у коме учествују четири најаче репрезентације са јужне хемисфере, а то су Аргентина, Јужна Африка, Аустралија и Нови Зеланд.

## Историја
Од 1996. до 2012. се играо куп три нације, у коме су учествовале три рагби суперсиле Аустралија, Нови Зеланд и Јужна Африка. 2012. такмичење се проширило, јер је у њега ушла Аргентина.

### Списак шампиона[3]
- 1996. Нови Зеланд
- 1997. Нови Зеланд
- 1998. Јужна Африка
- 1999. Нови Зеланд
- 2000. Аустралија
- 2001. Аустралија
- 2002. Нови Зеланд
- 2003. Нови Зеланд
- 2004. Јужна Африка
- 2005. Нови Зеланд
- 2006. Нови Зеланд
- 2007. Нови Зеланд
- 2008. Нови Зеланд
- 2009. Јужна Африка
- 2010. Нови Зеланд
- 2011. Аустралија
- 2012. Нови Зеланд
- 2013. Нови Зеланд
- 2014. Нови Зеланд
- 2015. Аустралија

## О такмичењу
Куп четири нације се одржава сваке године, игра се двокружно по систему свако са сваким код куће и на страни. Победа вреди четири бода, нерешено два бода, један бонус бод се добија за постигнута четири есеја на једној истој утакмици и један бонус бод се добија за пораз мањи од осам разлике.

## Индивидуални рекорди[4]
Највише поена у историји такмичења
Ден Картер - 554 поена
Највише поена у једном мечу
Морн Стејн - 31 поен
Највише есеја у историји такмичења
Брајан Хабана - 19 есеја